# Мікулешть (Димбовіца)
Мікулешть, Мікулешті (рум. Miculești) — село у повіті Димбовіца в Румунії. Адміністративно підпорядковане місту Пучоаса.
Село розташоване на відстані 89 км на північний захід від Бухареста, 19 км на північ від Тирговіште, 63 км на південь від Брашова.

## Населення
За даними перепису населення 2002 року у селі проживали 513 осіб, усі — румуни. Усі жителі села рідною мовою назвали румунську.